# 阿里汗·斯邁洛夫
阿里汗·斯邁洛夫（羅馬化：Älihan Ashanuly Smaiylov，發音：[ælɘjχɑn ɑsχɑno̙ɫɯ smajɯɫəf]；1972年12月18日—），是一位哈薩克斯坦政治人物。他曾經在2018年9月18日至2020年5月18日期間擔任該國財政部長，在2019年2月25日-2022年1月5日出任該國第一副總理。2022年1月11日起接替因2022年哈薩克斯坦抗議而辭職的阿斯卡爾·馬明出任該國總理。

## 早年生活
斯邁洛夫於1972年12月18日在蘇聯哈薩克蘇維埃社會主義共和國阿拉木圖（現哈薩克斯坦阿拉木圖）出生(他是大玉茲康里人)，大學時期於阿里-法拉比哈薩克國立大學修讀應用數學學士課程並在1994年順利畢業，其後更於兩年後取得哈薩克斯坦總統直屬管理、經濟和預測學院（現KIMEP大學）公共行政碩士學位。

## 仕途
斯邁洛夫在1993年進入私人投資基金「A-Invest」工作，兩年後入職阿拉木圖市政府擔任貿易與工業部首席專家，以及於1996年8月出任哈薩克斯坦統計局某下屬部門副首長並隨後成為部門首長。1998年3月，斯邁洛夫擔任國家統計規劃和改革局統計與分析委員會副主席，並於同年進入總統辦公廳先後出任首席專家、經濟處主任以及國家督察員等職位，後來更在翌年11月升任為哈薩克斯坦統計局局長。
2003年2月，斯邁洛夫獲委任為外交部副部長，並於同年改為擔任國家出口信貸和投資保險股份有限公司董事長。2006年2月，斯邁洛夫獲調任為財政部副部長，後來又在翌年1月改為出任哈薩克農業國家股份有限公司主席，接著又於2008年11月再次擔任財政部副部長，最後更在2009年10月返回哈薩克斯坦統計局出任局長一職。2014年8月，斯邁洛夫改任國家經濟部統計委員會主席，並於翌年12月成為首任總統努爾蘇丹·納扎爾巴耶夫的一名助理。
2018年9月18日，納扎爾巴耶夫總統簽署總統令，任命斯邁洛夫為該國財政部長，並在2019年2月25日獲兼任第一副總理。後來財政部長一職於2020年5月18日由耶爾烏蘭·加瑪吾巴耶夫接任，自此僅保留第一副總理職務。2020年5月27日，第二任總統卡瑟姆若馬爾特·托卡耶夫簽署第340號總統令，決定成立總統直屬國家經濟增長恢復委員會並委任斯邁洛夫為成員之一。
2022年1月11日，马吉利斯当天举行全体会议，审议并通过了总统托卡耶夫提交的由斯迈洛夫出任新一任哈萨克斯坦总理的提案。随后托卡耶夫签署总统令，正式任命斯迈洛夫为总理。次日，由斯迈洛夫领导的政府宣誓就职。斯迈洛夫表示，当前政府的主要任务是提高居民生活质量，维持经济增长势头，抗击新冠疫情，弥补骚乱造成的损失，使国家从大规模危机状态中走出。
2024年2月5日，总统托卡耶夫签署总统令，批准由斯迈洛夫领导的政府辞职。在政府辞职后，总理一职由第一副总理羅曼·斯克利亞爾代理。

## 榮譽
以下是斯邁洛夫曾經獲得的獎章：
- 年份不祥：傑出勞動獎章
- 2001年：哈薩克斯坦共和國獨立10週年（Қазақстан Республикасының тәуелсіздігіне 10 жыл）紀念獎章
- 2005年：哈薩克斯坦共和國憲法10週年（Қазақстан Республикасының Конституциясына 10 жыл）紀念獎章
- 2008年：阿斯塔納10週年（Астананың 10 жылдығы）紀念獎章
- 2020年：帕拉薩特獎章